# Railfan
『Railfan』（レールファン）は2006年12月21日に音楽館・タイトーから発売のPLAYSTATION 3用電車運転ゲーム。総合プロデューサーは向谷実。

## 概要
タイトルは音楽館が運営する鉄道関連総合情報サイト『レールファン』から採用した。今作はタイトーの『電車でGO!』と共同で制作している。共同タイトルになるも、従来の実写を使用したシミュレーションは踏襲しており、ジャンルも「沿線ガイド付き鉄道運転バラエティ」となっているが、従来の『Train Simulator』の流れを汲んでいる。また鉄道シミュレーションゲームとしては初のハイビジョン撮影となった。また、PLAYSTATION 3のタイトルでも実写動画を取り扱うのは本作が初めてであった。Blu-ray Discの大容量を活かし、実写によるアウタービューも収録。沿線やヘリコプターでの空撮も行ない、前方映像と同期を取り、ボタン一つで瞬時に切り替えができる。しかし、アウタービューには前方からの運転映像と一致しない(対向列車など)部分が存在した。
今回のアウタービューの採用の為、従来の『Train Simulator』に見られた非常に多かった運転可能な車種が『各路線1種類ずつ』と最低限にまで絞られた。他にもこれまでのシリーズで既に採用・製品化していながら再度中央線快速（シリーズ3回目）・京阪線（同2回目）を採用した理由は、「旧作とは上り・下りの違いがあり、全くの別作品である」という向谷の認識がある。

## 運転可能な路線
- JR東日本 中央線快速（三鷹～東京）
- 京阪電車 京阪本線鴨東線（出町柳～淀屋橋）
- シカゴ・L（アメリカ合衆国イリノイ州 シカゴ交通局） ブラウンライン（フラートン～Loop～フラートン）
  - シカゴ交通局の英語標記はChicago Transit Authority。通称CTA。

## 運転可能な車両
- 中央線 201系

2010年10月 、新型車両であるE233系への置換えが完了したため、中央線で活躍した201系のメモリアル的要素も持つ。
- 京阪電車 8000系

Train Simulator PLUS 京阪電気鉄道編のリリース後しばらくして、特急の中書島駅、丹波橋駅、樟葉駅、枚方市駅停車、K特急の新設など、大規模なダイヤ改正があったが、今回のリリースではそれに対応。なお、K特急という種別はゲーム発売後、2008年10月19日のダイヤ改正で廃止されている。
- シカゴ交通局 3200系

## 運転可能なダイヤ
ダイヤは2006年4月時のものを使用している。

### 中央線
- 1128T　快速　東京行き
平日昼のダイヤ。運行上は高尾→東京。
- 1338T　中央特快　東京行き
土休日昼のダイヤ。運行上は高尾→東京。ミッションモード09「電車でGO!」はこのダイヤ。
- 604T　快速　東京行き
土休日早朝のダイヤで西荻窪、阿佐ケ谷、高円寺は通過。運行上は豊田→東京。
- 708H　快速　東京行き
平日朝のダイヤ。運行上は高尾→東京。運行密度が高いため、信号現示変化が目まぐるしい。新宿では8番線に入線する748Tの接近放送も聞こえる。女性車掌の声を再現している。

### 京阪本線
- C1203A　特急　淀屋橋行き
土休日昼のダイヤ。ミッションモード08「電車でGO!」はこのダイヤ（リアルプレイモード推奨）。
- B0801A　K特急　淀屋橋行き
平日朝のダイヤ。枚方市に停車する。TS東急2000系ダイヤ(37-081)に匹敵する難易度といわれる。
- A1701A　K特急　淀屋橋行き
平日夕方のダイヤ。この列車のみ2007年に導入された発車メロディーが流れる（ただし出町柳駅は特急用のもの）。

### ブラウンライン
- 401　Kimball行き　
休日昼のダイヤ。運行上はKimball→（Loop）→Kimball。ミッションモード08「電車でGO!」はこのダイヤ。
- 401　Kimball行き　
平日朝のダイヤ。運行上はKimball→（Loop）→Kimball

## ゲームシステム
- Train Simulator+電車でGO! 東京急行編から2度目のタイトー・電車でGO!との合同開発タイトルとなり、Train Simulatorベースと電車でGO!ベースの画面構成が選択できる。
- 画面左にはナビゲーションの表示があり、その先の信号・標識の状態が分かるようになっている。また、ブレーキを掛けた時に停車予想を表すブレーキナビゲーションもある。
- 走行画面が画面いっぱいに拡大（PC版やPS2版では全画面表示は不可。PSP版は元々が小型の画面のため、運転台の描画を無くすことにより全画面表示を実現していた。）
- 運転台描画が運転室の一部までに拡大。コントローラで、運転台の拡大/縮小、上下の位置、運転台描画の有無が選択可能
- ミッションをクリアすると、雨の日の運転も可能。ワイパーも動かすことが可能
- 実写によるアウタービューを収録。ボタン一つで瞬時に切り替えができる。

### ミッション
- 各路線毎、電車の運転方法などのミッションに挑戦するモード。終わりには『電車でGO!』のミッションがある。
- ミッションは、1～8まであり（シカゴのみ1～7）全部クリアすると、天気変更・車両変更が可能になる。

### トレインツアー
通常の運転の他に、運転中、途中下車して沿線観光ができるモード。
各駅の周りの地図から選んだポイントを写真と解説のナレーション（声：本田貴子）で楽しめる。

### マイコレクション
トレインツアーでプレイしたデータを保存して、自分の運転データでリプレイできるモード。
これによりアウタービューを中心にした視点で、運転に気を取られることがなく眺めることができ、リプレイ走行中にすれ違う車両を撮影し、その車両をコレクションすることができる。

## 補足
- 過去の専用コントローラ（Master Controller II、マルチトレインコントローラなど）には対応していない。「電車でGO!コントローラTYPE2」は動作するが、動作保証対象外となる。
- 2007年1月30日に「レールファン 公式パーフェクトガイド」が発売された。ISBN 978-4-537-25467-9。
- 2006年12月11日からiモード、13日からYahoo!ケータイ、21日からEZwebにおいて携帯電話用アプリ「電車でGO! シカゴ編」が配信されていた。Railfanと同じブラウンラインを収録しており、音楽館も監修協力している。
- 2007年7月12日には新作であるRailfan 台湾高鉄（台湾新幹線）が発売される。当初は台湾限定発売であったが、PLAYSTATION PREMIERE 2007において2007年秋頃に日本でも発売予定（税込み6090円）と発表され、その後同年11月1日に発売された。